# Henan Jianye WFC
Der Henan Jianye Women’s Football Club (chinesisch 河南建业女子足球俱乐部) ist ein chinesischer Frauenfußballklub mit Sitz in Zhengzhou.

## Geschichte
Der Klub wurde im Jahr 1983 unter dem Namen Henan Women’s Football Team gegründet. In der Saison 2017 schaffte die Mannschaft als Zweitplatzierter der zweitklassigen League One den Sprung in die Relegation. Dort traf man auf Hebei China Fortune WFC, welchen man nach einem 3:3 am Ende mit 4:1 im Elfmeterschießen bezwang. So stieg man zur Saison 2018 in die erste Liga auf. Hier konnte man aber nur 9 Punkte sammeln sicherte sich aber dann doch im Nachhinein noch den Klassenerhalt. Zwar sammelte man in der darauffolgenden Saison 2019 ein paar mehr Punkte, aber auch hier reichte es wieder nur für den siebten und damit vorletzten Platz. Nach der regulären Spielzeit 2020 musste man in die Abstiegsrunde. Dort sicherte man sich sieben Punkte und entkam so einmal mehr dem Abstieg. Nach einer weiteren Platzierung in der Saison 2021, landete die Mannschaft am Ende der Spielrunde 2022 mit nur vier Punkten auf dem letzten Platz der Tabelle. Durch die Aufstockung der Liga zur Saison 2023 blieb man aber erst einmal drin.

## Namen
Der Verein nahm mit der Zeit unter verschiedensten Namen am Spielbetrieb teil, hierbei in Klammern das Jahr der ersten Nutzung des Namens bzw. der Zeitraum:
- Henan Provincial Women’s Football Team (1983)
- Henan Fulili Furniture Women’s Football Team (1994)
- Henan Shuanghui Women’s Football Team (1996–1999)
- Henan Yutong Bus Women’s Football Team (2000)
- Henan Pingdingshan Women’s Football Team (2001)
- Henan Provincial Women’s Football Team (2002)
- Henan Lingrui Pharmaceutical Women’s Football Team (2003)
- Henan Jianye Women’s Football Team (2004)
- Henan Wang Shouyi Xiang Women’s Football Team (Von November 2004 bis April 2009)
- Henan Derun Real Estate Women’s Football Team (Ab April 2009)
- Henan Derun Real Estate Women’s Football Team (2011)
- Henan Provincial Women’s Football Team (2012)
- Henan Opa Industrial Robot Women’s Football Team (2013)
- Henan Provincial Women’s Football Team (2014)
- Henan Huishang Women’s Football Club (September 2015)
- Henan Jianye Women’s Football Club (April 2020)[2]
- Henan Central Plains Women’s Football Team (seit März 2023)